# Jolly Joker

A bolond

A Jolly Joker vagy dzsóker egyes kártyajátékokban a legértékesebb lap, rendszerint valamilyen vidám figurát ábrázol. A jolly mókás embert, a joker angol szó pedig tréfamestert jelent, a jolly joker így együtt vidám tréfamestert, mókamestert jelöl. Jelentősége, hogy bármelyik lapot lehet vele helyettesíteni (akkor is, ha egy lap megsérült vagy elveszett), ezért nagyon fontos lap a játszmákban.

## Története
Ilyen kiegészítő lapot először 1850 körül kezdtek használni Amerikában, az euchre nevű játékhoz. The Best Bower volt a lap neve, és kezdetben csak egy bizonyos kártyacsomag tartalmazta. 1872 óta Jolly Joker néven általánosan használják. Európában a 20. század eleje óta ismerik; egy kártyacsomaghoz egy, kettő, három, esetleg négy dzsókert adnak.
A dzsóker elődje az olasz tarokk 22., számozatlan lapjának alakja, az Il Matto (bolond) lehetett. A francia sorozatjelű modern tarokkban skíz a neve. A középkorban az udvari bolond ismert figura volt. Nyilván a király, a királynő, a lovag és az apród alakjaival együtt került a tarokk-kártya képei közé. Innen vehették át a rendes játékkártya lapjainak kiegészítésére.